# Полтергейст 2
«Полтергейст 2» (англ. Poltergeist 2: The Other Side) — фильм ужасов Брайана Гибсона, сиквел фильма «Полтергейст».

## Сюжет
Семья Фрилингов в полном составе (папа Стив, мама Дайен, сын-подросток Робби и маленькая Кэрол Энн) переехала из Калифорнии в Аризону, мечтая поскорее забыть об ужасах, пережитых в доме, который был построен на месте древнего индейского кладбища, а потом разрушен злобным полтергейстом. Но кошмары не оставили Фрилингов в покое: сначала Кэрол Энн увидела в городе странного долговязого человека в костюме проповедника. Потом среди ночи Кэрол Энн поговорила по игрушечному телефону со своей бабушкой, которая именно в эту ночь умерла. В следующую ночь телефон опять зазвонил, и Кэрол Энн с ужасом проговорила «Они вернулись!…». Под предводительством Кэйна, демона в обличье проповедника, злобные привидения пытаются лестью заманить Кэрол Энн на «другую сторону».

## Актёры
- ДжоБет Уильямс — Дайн Фрилинг
- Крэйг Т. Нельсон — Стив Фрилинг
- Хезер О’Рурк — Кэрол Энн Фрилинг
- Оливер Робинс — Робби Фрилинг
- Зельда Рубинштейн — Танджина Бэрронс
- Уилл Сэмпсон — Тейлор
- Джулиан Бек — преподобный Генри Кейн
- Джеральдин Фицджеральд — Джессика Уилсон
- Джон Уайтклауд — старый индеец
- Ноубл Крэйг — большое животное

## Награды и номинации
| Год  | Премия              | Категория                                                               | Результат |
| ---- | ------------------- | ----------------------------------------------------------------------- | --------- |
| 1987 | «Оскар»             | Academy Award for Best Visual Effects                                   | Номинация |
| 1987 | «Сатурн»            | Saturn Award for Best Horror or Thriller Film                           | Номинация |
| 1987 | «Сатурн»            | Saturn Award for Best Special Effects                                   | Номинация |
| 1987 | «Золотая малина»    | Golden Raspberry Award for Worst Supporting Actress — Зельда Рубинштейн | Номинация |
| 1987 | Young Artist Awards | Young Artist Award for Best Younger Supporting Actress — Хезер О’Рурк   | Номинация |